# Angry Birds Rio
Angry Birds Rio là trò chơi điện tử phỏng theo game Angry Birds và bộ phim Rio, do Rovio cùng 20th Century Fox và Blue Sky sản xuất. Game đạt được trên 10.000.000 lượt tải xuống hàng tháng. Sau phần 1, người chơi lại được tận mắt chứng kiến phần 2 đầy thú vị qua đồ hoạ 3D. Chỉ sau 1 tuần từ khi phần 2 ra mắt, game đã đạt được 1.000.000 lượt tải về.

## Giới thiệu chung
Lấy bối cảnh sau khi phiên bản game đầu tiên kết thúc, những chú chim đang hạnh phúc bên nhau, thì tai họa lại ập đến khi chúng bị bắt và mang sang Rio de Janerio (Brazil). Tại đây, chúng khám phá ra hàng loạt chú chim bị bọn săn bắt trộm nhốt trong những chiếc lồng sắt. Nội dung của phiên bản này có phần khác biệt so với phiên bản gốc. Thay vì phá hủy cấu trúc để tiêu diệt lũ heo màu xanh, phiên bản Angry Birds Rio, người dùng phải phá hủy các cấu trúc để phá vỡ các lồng chim, giải thoát cho những chú chim bên trong. Sau đó, các chú chim còn phải chiến đấu để chống lại lũ khỉ đuôi sóc và giải thoát cho những loài chim khác.

## Tính năng mới trong Angry Birds Rio 2
Angry Birds Rio 2 cũng được lấy bối cảnh của Rio, ngoài ra, game cũng được lấy từ Rio 2, sau khi Rio 1 kết thúc. Game đã nhận được 100.000 yêu thích trên Google. Thay thế với đồ họa như một bộ phim hoạt hình, game đã được phỏng qua đồ họa 3D. Thay thế trái cây ẩn thành những đồ vật bí ẩn. Game được cập nhật lần đầu trên hệ điều hành Android,iOS và Windows.

## Các tập phim

### Rio 1 Episode
- Smugglers' Den, gồm 30 levels, quả dứa vàng.
- Jungle Escape, gồm 30 levels, quả chuối vàng, Nigel.
- Beach Volley, gồm 30 levels, quả bóng vàng.
- Carnival Upheaval, 30 levels
- Airfield Chase, 30 levels, quả táo vàng
- Smugglers' Plane, 30 levels, quả xoài vàng, Nigel Boss Mash'up
- Market Mayhem, 30 levels, quả dâu vàng
- Golden Beachball, 30 levels đặc biệt.
Bonus:
+ 30 sao, 50 sao và 70 sao từng tập
+ Hoàn thành 10 MIghty Feathers có trong Mighty Eagle
+ Lấy được 15 trái cây ẩn từng tập

### Rio 2 Episode
| Tập           | Phiên bản | Tính năng nổi bật                                                      |
| ------------- | --------- | ---------------------------------------------------------------------- |
| Rocket Rumble | v2.0.0mod | 10 tên lửa vàng                                                        |
| High Dive     | v2.0.0mod | 10 rương kho báu, giải cứu Nigel. Nhân vật giải cứu mới: Chim cánh cụt |
| Blossom River | v2.1.0    |                                                                        |
| Timber Tumble | v2.2.0    |                                                                        |
| Hidden Harbor | v2.2.0    | Mở khóa từ level 14 (bắn chim ra phía sau) hoặc mua với giá 300 coins  |

Bonus:
+ 30 sao và 50 sao từng tập
+ Hoàn thành 10 Mighty Feathers có trong Mighty Eagle
+ Lấy được 10 đồ vật ẩn từng tập

## Power-Ups
- From Angry Birds

- Sling Scope
- Super Seeds
- Mighty Eagle.
- Only Angry Birds Rio

- Samba seeds
- Call The FLock
- Seasons Copy

- TNT Drop

### Đơn vị tiền ảo
Từ v2.4.0, người dùng có thể sử dụng tiền ảo để mua power-ups trong game (trừ Mighty Eagle)